# Бангладеш на летних Олимпийских играх 2024

## Квалификация
| № п/п | Вид спорта       | Мужчины        | Мужчины                | Женщины        | Женщины                | Всего          | Всего                  |
| № п/п | Вид спорта       | Завоевано квот | Количество спортсменов | Завоевано квот | Количество спортсменов | Завоевано квот | Количество спортсменов |
| ----- | ---------------- | -------------- | ---------------------- | -------------- | ---------------------- | -------------- | ---------------------- |
| 1     | Лёгкая атлетика  | 1              | 1                      |                |                        | 1              | 1                      |
| 2     | Плавание         | 1              | 1                      | 1              | 1                      | 2              | 2                      |
| 3     | Стрельба         | 1              | 1                      |                |                        | 1              | 1                      |
| 4     | Стрельба из лука | 1              | 1                      |                |                        | 1              | 1                      |
|       | ИТОГО            | 4              | 4                      | 1              | 1                      | 5              | 5                      |

## Состав команды
Лёгкая атлетика
1. Имранур Рахман[англ.]

 Плавание
1. Самиул Ислам Рафи[англ.]
2. Сония Хатун[англ.]

 Стрельба
1. Мухаммад Робиул Ислам[англ.]

 Стрельба из лука
1. Сагор Ислам[англ.]

## Легкая атлетика
Бангладеш получил одно универсальное место для участия в олимпийских легкоатлетических соревнованиях.
Беговые дисциплины
| Спортсмен      | Дисциплина    | Забеги    | Забеги | 1 круг               | 1 круг               | Утеш. забеги         | Утеш. забеги         | Полуфиналы           | Полуфиналы           | Финал                | Финал                |
| Спортсмен      | Дисциплина    | Результат | Место  | Результат            | Место                | Результат            | Место                | Результат            | Место                | Результат            | Место                |
| -------------- | ------------- | --------- | ------ | -------------------- | -------------------- | -------------------- | -------------------- | -------------------- | -------------------- | -------------------- | -------------------- |
| Имранур Рахман | Мужчины 100 м | 10,73     | 6      | завершил выступление | завершил выступление | завершил выступление | завершил выступление | завершил выступление | завершил выступление | завершил выступление | завершил выступление |

## Плавание
Бангладеш получил два универсальных места для участия в олимпийском турнире пловцов, по одному у мужчин и женщин.
| Спортсмен         | Дисциплина                  | Заплывы | Заплывы | Полуфиналы           | Полуфиналы           | Финал                | Финал                |
| Спортсмен         | Дисциплина                  | Время   | Место   | Время                | Место                | Время                | Место                |
| ----------------- | --------------------------- | ------- | ------- | -------------------- | -------------------- | -------------------- | -------------------- |
| Самиул Ислам Рафи | Мужчины 100 м вольный стиль | 53,10   | 69      | завершил выступление | завершил выступление | завершил выступление | завершил выступление |
| Сония Хатун       | Женщины 50 м вольный стиль  | 30,52   | 64      | завершил выступление | завершил выступление | завершил выступление | завершил выступление |

## Стрельба
Бангладеш получил одно универсальное место в олимпийский турнир стрелков. 
| Спортсмен             | Дисциплина                                 | Квалификация | Квалификация | Финал                | Финал                |
| Спортсмен             | Дисциплина                                 | Баллы        | Место        | Баллы                | Место                |
| --------------------- | ------------------------------------------ | ------------ | ------------ | -------------------- | -------------------- |
| Мухаммад Робиул Ислам | Мужчины пневматическая винтовка, 10 метров | 624,2        | 43           | завершил выступление | завершил выступление |

## Стрельба из лука
Бангладеш завоевал одну квоту на участие в мужских индивидуальных соревнованиях по стрельбе из лука по результатам Финального квалификационного турнира 2024 года в Анталии, Турция.
| Спортсмен   | Дисциплина                        | Предварительный раунд | Предварительный раунд | 1/32                   | 1/16                 | 1/8                  | Четвертьфиналы       | Полуфиналы           | Финал / За 3 место   | Финал / За 3 место   |
| Спортсмен   | Дисциплина                        | Результат             | Посев                 | Соперник Счет          | Соперник Счет        | Соперник Счет        | Соперник Счет        | Соперник Счет        | Соперник Счет        | Место                |
| ----------- | --------------------------------- | --------------------- | --------------------- | ---------------------- | -------------------- | -------------------- | -------------------- | -------------------- | -------------------- | -------------------- |
| Сагор Ислам | Мужчины индивидуальное первенство | 652                   | 45                    | ITAМауро Несполи П 0–6 | завершил выступление | завершил выступление | завершил выступление | завершил выступление | завершил выступление | завершил выступление |